# Hubert Smużyński
Hubert Smużyński (ur. 5 czerwca 1943 w Opaleniu, zm. 31 marca 2012 w Gdańsku) – polski artysta projektant, pedagog Akademii Sztuk Pięknych w Gdańsku, zajmował się architekturą wnętrz i wystawiennictwem.

## Życiorys
W latach 1962–1968 studiował w gdańskiej Państwowej Wyższej Szkole Sztuk Plastycznych (obecnie ASP). Dyplom uzyskał w pracowni prof. Stefana Listowskiego w 1968 r. W latach 1979–1988 adiunkt w pracowni prof. Zbigniewa Parandowskiego. Profesor, (tytuł profesora uzyskał w 2000 r.) był kierownikiem Pracowni Projektowania Architektury Wnętrz. Pełnił funkcję kierownika Katedry Architektury Wnętrz. W latach 1990–1996 był prodziekanem Wydziału Architektury i Wzornictwa. W 1986 odznaczony Srebrnym Krzyżem Zasługi.